# Enoc (àlbum)
Enoc és el quart àlbum d'estudi del cantautor porto-riqueny Ozuna. Es va llançar a través d'Aura Music i sony Music Latin el 4 de setembre de 2020. Va ser promocionat amb en llançament dels senzills: «Caramel», «Gistro groc», «Enemics ocults» i «Despentinada». L'àlbum compta amb les participacions de Daddy Yankee, J Balvin, Wisin, Nicky Jam, Zion & Lennox, Karol G, entre uns altres.
ENOC és una sigla de «El negrito ulls clars», àlies del cantant. En una entrevista va confirmar que el disc es refereix a la seva arrel i els temes de reguetón en el seu primer àlbum Odissea. Els primers rumors d'un possible nou àlbum d'estudi de Ozuna, va ser quan el cantant va començar a col·locar l'etiqueta #ENOC en les seves publicacions. La primera d'ella, després del llançament del senzill principal «Caramel». El cantant va esmentar que l'àlbum seria llançat durant el 2020. El 30 d'agost de 2020, va confirmar el nombre total de pista incloses, convertint-se en el segon àlbum més llarg de Ozuna amb 19 temes, només després d'Aura.
Sobre l'àlbum i el suport del seu equip de treball va comentar: «treballem en aquest àlbum amb molta cura, reconeixent que en aquests temps difícils per una pandèmia global, la música és la millor fuita i alleujament». Va afegir a més la importància del disc en la seva carrera: «significa molt per a mi, és un reflex de l'essència musical que el meu inici, però aquesta vegada sumant-li tot l'aprenentatge adquirit durant els passats anys».
Per a la divulgació de l'àlbum es va llançar prèviament els senzills «Caramel» i «Gistro groc», aquest últim amb el cantant Wisin i que representa una nova versió del tema «La gitana» de Wisin inclòs en l'àlbum El Supervivent (2004). El tema «Caramel» va comptar amb un remix llançat el 17 d'agost de 2020. que va comptar amb la participació de Karol G i Myke Towers.
L'1 de setembre de 2020, Ozuna va llançar el tercer senzill «Enemics Ocults» al costat de Wisin & Myke towresen col·laboració amb Arcángel, Cosculluela & Juanka, l'endemà passat va publicar «Despentinada» amb Camilo, com a prèvia del llançament del seu nou àlbum.